# Włodzisław Kuzitowicz

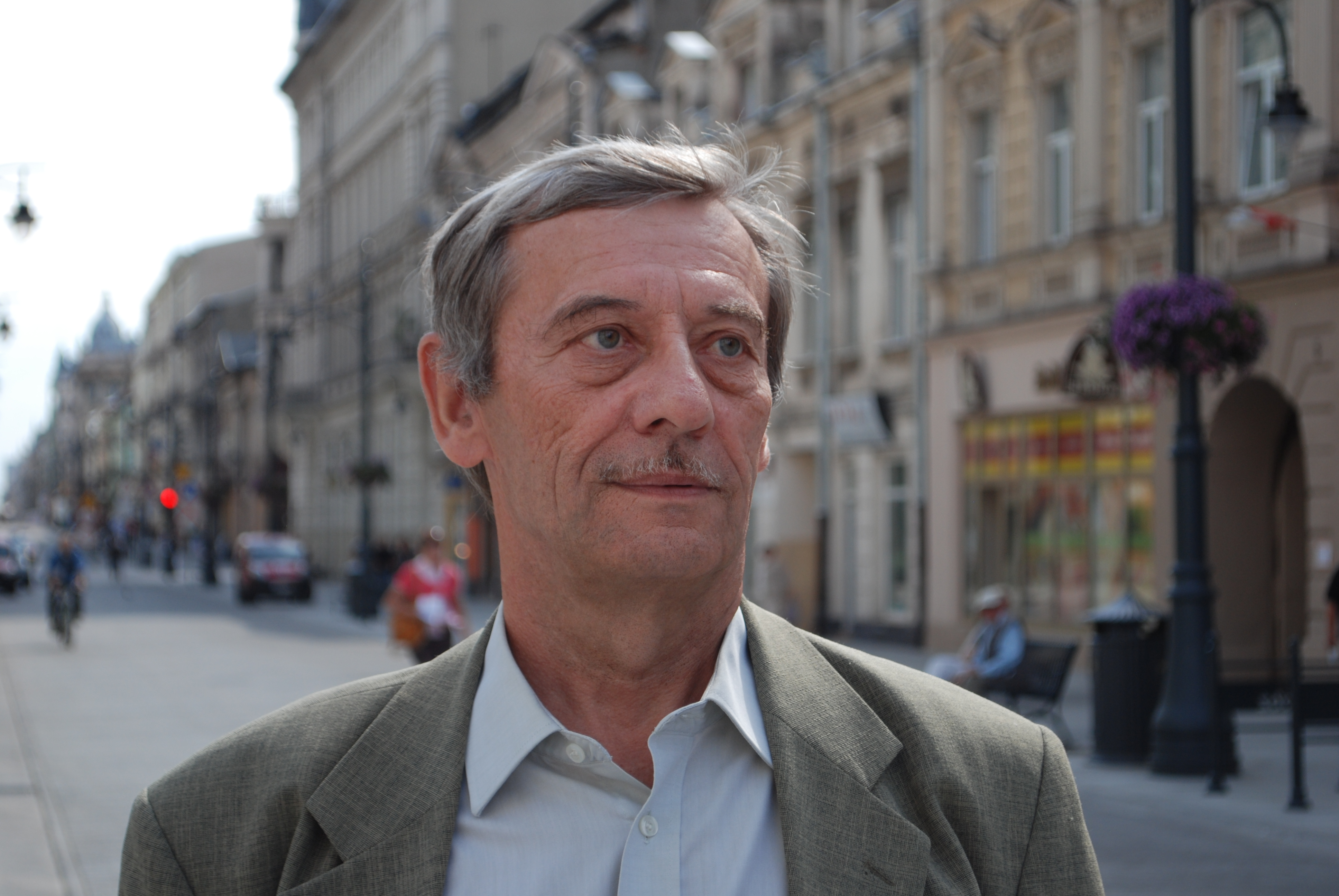
Włodzisław Kuzitowicz

Włodzisław Kazimierz Kuzitowicz (ur. 11 kwietnia 1944 w Łodzi) – pedagog, wychowawca, wieloletni dyrektor szkoły oraz placówek oświatowo-wychowawczych, nauczyciel akademicki, publicysta edukacyjny, redaktor internetowej „Gazety Edukacyjnej” i e-informatora „Obserwatorium Edukacji”.

## Życiorys

### Dzieciństwo i młodość – pierwsze etapy edukacji
Urodził się i wychowywał w robotniczej rodzinie na przedmieściach Łodzi – na Nowym Złotnie. W latach 1951–1958 uczył się w Szkole Podstawowej nr 135 i tam w 1957 wstąpił do Związku Harcerstwa Polskiego (ZHP). W 1960 założył pierwszą na tym osiedlu drużynę zuchową im. „Kaczora Donalda”. Następnie był uczniem Szkoły Rzemiosł Budowlanych w Łodzi, oraz Technikum Budowlanego. W lutym 1962 przeniósł się do X klasy XVIII Liceum Ogólnokształcącego w Łodzi, gdzie w 1963 zdał egzamin dojrzałości.
Po maturze został studentem filologii polskiej na Uniwersytecie Łódzkim, lecz po roku zrezygnował z kontynuowania nauki. Już wtedy podjął decyzję, aby zostać pedagogiem. Jeszcze przed podjęciem nowego kierunku studiów – w kwietniu 1965 został powołany do odbycia zasadniczej służby wojskowej w Marynarce Wojennej. Po okresie przygotowawczym w Centrum Szkolenia Specjalistów Marynarki Wojennej w Ustce, od października 1965 do kwietnia 1968 służył na Okręcie Hydrograficznym „Bałtyk” (port macierzysty – Gdynia-Oksywie) jako operator radiolokacji. W ostatnich latach służby został korespondentem terenowym tygodnika Marynarki Wojennej „Bandera”. 26 marca 1967 debiutował reportażem „Rejs jeden z wielu”.

### Praca zawodowa i kolejne etapy edukacji
Po zakończeniu służby wojskowej w 1968 rozpoczął pracę zawodową w Komendzie Chorągwi Łódzkiej ZHP początkowo jako etatowy instruktor. W marcu 1969 został zastępcą komendanta, a po roku przyjął funkcję Komendanta Hufca ZHP Łódź-Polesie. W 1971 zrezygnował ze stanowiska i na własną prośbę odszedł z pracy etatowej w harcerstwie.
Od 1971 do 1972 pracował w Dziale Artystycznym Łódzkiego Domu Kultury. W 1972 został wychowawcą w Państwowym Domu Dziecka im. H. Sawickiej w Łodzi. Rok później objął stanowisko wicedyrektora ds. domu dziecka w Ośrodku Szkolno-Wychowawczym nr 2 w Łodzi, gdzie pracował do 1975. W tym czasie studiował zaocznie pedagogikę w Uniwersytecie Łódzkim. 5 czerwca 1975 obronił pracę magisterską nt. „Ośrodek szkolno-wychowawczy – model a rzeczywistość” pod kierunkiem doc. dr hab. Ireny Lepalczyk. W latach 1975–1983 pracował na stanowisku starszego asystenta w Zakładzie Pedagogiki Społecznej w Instytucie Pedagogiki i Psychologii UŁ.
W latach 1983–1987 był wychowawcą w II Państwowym Młodzieżowym Ośrodku Wychowawczym w Łodzi, a następnie pracował jako wykładowca i nauczyciel-metodyk w IKN ODN w Łodzi. Szkołą bazową było XXIII LO w Łodzi. W latach 1988–1992 był dyrektorem Wojewódzkiej Poradni Wychowawczo-Zawodowej w Łodzi, a w okresie 1993–2005 dyrektorem Zespołu Szkół Budowlanych nr 2 w Łodzi (od 2002 Zespół Szkół Ponadgimnazjalnych nr 15 w Łodzi). W tym czasie ukończył studia podyplomowe: w zakresie Pedagogiki Specjalnej – Resocjalizacja (Wyższa Szkoła Pedagogiki Specjalnej w Warszawie, 1984–1986) oraz w zakresie Organizacji i Zarządzania Oświatą dla Kierowniczej Kadry Oświatowej (Centralny Ośrodek Doskonalenia Nauczycieli – ośrodek w Sulejówku, 1989–1991).
W 2001 Łódzkie Kuratorium Oświaty nadało mu stopień zawodowy Nauczyciela Dyplomowanego. 31 sierpnia 2005 przeszedł na emeryturę.
Równolegle pracował w charakterze wykładowcy w niepaństwowych szkołach wyższych: 2000–2009 w Wyższej Szkole Informatyki w Łodzi, Wydział Pedagogiki, a w latach 2003–2012 w Wyższej Szkole Pedagogicznej w Łodzi.

## Działalność społeczno-polityczna
Stowarzyszenia
- 1967–1982 – Związek Harcerstwa Polskiego.
- 1975–2004 – Towarzystwo Wiedzy Powszechnej.
- 1983–1989 – Monar – Młodzieżowy Ruch na Rzecz Przeciwdziałania Narkomanii.
- 2016 – Komitet Obrony Demokracji, region łódzki

Partie polityczne
- 1967–1981 – członek PZPR.
- 1990–2002 – członek Unii Demokratycznej, później Unii Wolności.

## Działalność redakcyjna i publicystyczna
W latach 2006–2013 był redaktorem naczelnym internetowej „Gazety Edukacyjnej” (wydawca: WSP w Łodzi), a w latach 2006–2011 stałym publicystą tygodnika „Gazeta Szkolna”, autor felietonów pod winietą „Mój punkt widzenia”. Wybór publikacji 36 artykułów z okresu styczeń 2007–marzec 2009 został wydany w formie książki, zatytułowanej „Polska szkoła w cieniu IV RP”.
W 2010 rozpoczął współpracę z „Głosem Pedagogicznym” i pozostałymi miesięcznikami firmy „Forum”, w których publikowano jego felietony i artykuły. Od 2011 jego artykuły były drukowane w dwumiesięczniku „Kierownik Szkolenia Praktycznego” (od 2012 pod zmienionym tytułem „Kształcenie Zawodowe”), wydawanym przez „Instytut Europejski” w Warszawie.
W latach 2013–2018 jego artykuły publikowano w łódzkim czasopiśmie liberalnym „Liberté!”. Od 2013 jest twórcą i redaktorem internetowego informatora edukacyjnego „Obserwatorium Edukacji”.

## Inna aktywność pozazawodowa
- 1990–1995 – ławnik Sądu Wojewódzkiego w Łodzi

## Życie prywatne
- 20 maja 1972 ożenił się z Krystyną Mieczysławą Cyganiak. 20 marca 1973 został ojcem Jakuba Mikołaja.

## Odznaczenia i wyróżnienia
- Honorowa Odznaka Ofensywy Zuchowej – za wkład pracy w rozwój ruchu Zuchowego – nadała Główna Kwatera ZHP (1964).
- Odznaka Przyjaciela Dziecka – Towarzystwo Przyjaciół Dziecka (1971).
- Krzyż „Za zasługi dla ZHP” – Główna Kwatera ZHP (1971).
- Złota Odznaka Kadry Kształcącej – Główna Kwatera ZHP (1976).
- Srebrna Odznaka Honorowa „Zasłużony Popularyzator Wiedzy – TWP” – Zarząd Główny Towarzystwa Wiedzy Powszechnej (1982).
- Odznaka Honorowa „Za zasługi dla Budownictwa” – Minister Rozwoju Regionalnego i Budownictwa (2001).